# آيمي فرح فاولر
إيمي فرح فاولر هي شخصية خيالية في المسلسل التلفزيوني نظرية الانفجار العظيم ، من تمثيل مايم بياليك . إيمي هي عالمة أعصاب وهي اهتمام شيلدون العاطفي والشريك اللاحق في المسلسل. لديها درجة الدكتوراه في علم الأعصاب ، مع تركيز على الإدمان عند كل من الرئيسيات واللافقاريات ، ويتابع الملسل هذه التجارب مثل إدمان قرد كابوشين على السجائر أو إدمان نجم البحر على الكوكايين . تستمر إيمي في الفوز بجائزة نوبل في الفيزياء إلى جانب زوجها شيلدون كوبر في نهاية السلسلة

## سيرة شخصية
ظهرت الشخصية لأول مرة في نهاية الموسم الثالث. في الحلقة ، عثر راج كوثرابالي وهاورد وولويتز على إيمي من خلال موقع مواعدة عبر الإنترنت ، بعد إنشاء حساب باستخدام اسم شيلدون ومعلوماته. يطابقها الموقع مع شيلدون ، حيث يشترك الاثنان في العديد من السمات المتشابهة. عند الاجتماع ، تعرفت إيمي وشيلدون. يتواصل الاثنان في البداية عبر الرسائل النصية ومكالمات الفيديو ، وفي النهاية يبدآن الاجتماع وجهًا لوجه.
في وقت مبكر ، تظهر إيمي على أنها عقلانية باردة ، وتظهر القليل من المشاعر ، وتكون محرجة في المواقف الاجتماعية. كانت في البداية متناقضة وتصعب للدخول مع الفتيات برناديت وبيني. ولكن مع اقترابهما ، تتخلى عن شخصيتها القوية والمنعزلة من أجل شخصية أكثر أنوثة واجتماعية بفضل بيني التي أصبحت صديقتها المقربة ، على الرغم من احتفاظها ببعض الارتباك الاجتماعي. غالبًا ما تُظهر إيمي أيضًا افتتانًا تجاه بيني ، وأحيانًا تقترب من الانجذاب الجسدي. تميل إيمي إلى إظهار موقف متعالي تجاه برناديت ، رغم أنها لا تزال تعتبرها صديقة مقربة. تنمو مشاعرها تجاه شيلدون بشكل كبير بمرور الوقت. تعتبره إيمي مثاليًا من جميع النواحي تقريبًا ، على الرغم من أنها تظهر أحيانًا إحباطًا من مراوغات شيلدون وبروده العاطفي
في الموسم الخامس ، بعد خروج إيمي في موعد مع ستيوارت بلوم مالك محل القصص المصورة ، قرر شيلدون ترسيخ علاقتهما كحبيب وحبيبة في ميثاق يسم "اتفاقية علاقة" من 31 صفحة. في وقت لاحق من الموسم ، بدأت إيمي حملة لزيادة مشاعر شيلدون تجاهها من خلال المشاركة بشكل أكبر في اهتماماته المتمحورة حول ألعاب الفيديو وستار تريك .
مع الموسم السادس ، يظهر شيلدون وإيمي بانتظام علامات مودة واضحة ، مثل إمساك الأيدي ، على الرغم من أن إيمي أرادت أن تصل العلاقة لمستوى حميمي أكثر . بحلول نصف الموسم ، يحصل شيلدون على بعض العلامات الودية لإيمي عندما يعتني بها أثناء إصابتها بنزلة برد. كما أنها توفر لشيلدون عناق مواساة.
في الموسم السابع ، تريد إيمي أن تقضي موعدا مع شيلدون ويجهز لهما هاورد وزوجته بيرني عشاء في القطار. أثناء وجودهما في القطار ، يلتقيان بإريك ، وهو مهووس آخر للقطارات مثل شيلدون، ويدخلان في محادثة أثناء العشاء. تنزعج إيمي من ذلك ، فأثارت برناديت أولاً ، ثم تواجه شيلدون. بسخرية ، يقول شيلدون إنه سيمنح إيمي الرومانسية التي تريدها. يحدق في عينيها ثم يقبلها. في البداية ، يُجبر على القبلة ، ثم يستمتع بها.
في الموسم الثامن ، اعترف شيلدون وإيمي بأنهما واقعان في حب بعضهما البعض . في "تسلل الغرفة النظيفة" ، ألقت إيمي عيد الميلاد الفيكتوري في منزلها. أرادت شيلدون إفساد عيد ميلادها من خلال منحها هدية مدروسة. أعطاها صورة له وهو جالس في حضن بابا نويل ، والتي أحبتها. قدمت إيمي لشيلدون ملفات تعريف الارتباط التي أعدتها من وصفة جدته، والتي أحبها أيضًا. في الحلقة الاخيرة من لموسم الثامن ، تحتفل إيمي وشيلدون بذكراهما الخامسة . أثناء الجلوس على أريكة شيلدون ، تحاول إيمي أن تذكره. يشتت شيلدون الموضوع ويتكلم عن ذا فلاش . تنزعج إيمي وتخبره أخبرته إيمي أنها قررت أخذ استراحة من علاقتهما ، وأخبرته أنها بحاجة إلى بعض الوقت للتفكير. دون علمها ، كان شيلدون ينوي أن يتقدم لها
في الحلقة الاولة للموسم التاسع، انفصلت إيمي عن شيلدون بعد سلوكه في ليلة موعدهما. وواعدت ثلاثة اشخاص. خلال عيد الشكر ، قرروا الذهاب إلى الأكواريوم معًا. بعد ذلك ، قررت إيمي أنها تريد العودة مع شيلدون. اتصلت لتسأله عما إذا كان يريد العودة معًا. قال شيلدون إن التغلب عليها كان أصعب شيء كان عليه فعله ولم يعتقد أنه يستطيع فعل ذلك مرة أخرى. بخيبة أمل ، قررت إيمي الخروج مع شخص اخر، لمحاولة المضي قدمًا. لاحقا ذهب شيلدون إلى شقة إيمي ، التي كانت حاليًا على موعد مع ديف ، لإعلان حبه. انتهى بهما الأمر إلى الخروج والعودة معًا بعد ذلك.
في الموسم الأخير ، نشر شيلدون وآمي عملهما حول نظرية الأوتار غير المتماثلة وفزوا معًا بجائزة نوبل في الفيزياء . 

## جوائز و ترشيحات
لأدائها في دور إيمي فرح فاولر ، تلقت مايم بياليك 4 ترشيحات متتالية لممثلة مساعدة بارزة في مسلسل كوميدي في جوائز الإيمي